# Balasore
Pronunciação
Balasore, também conhecida como Baleshwar, é uma cidade no estado de Orissa, cerca de 194 km ao norte da capital do estado Bhubaneswar e 300 km de Calcutá, no leste da Índia. É a maior cidade do norte de Orissa e a sede administrativa do distrito de Balasore. É mais conhecida pela praia de Chandipur. Também é chamada de 'cidade dos mísseis'. A Faixa de Teste Integrada do Programa Indiano de Defesa de Mísseis Balísticos está localizada 18 km ao sul de Balasore.

## Demografia
De acordo com o Censo da Índia de 2011, Balasore  tinha uma população total de 144 373 habitantes, dos quais 73 721 eram homens e 70 652 eram mulheres. A população na faixa etária de 0 a 6 anos era de 14 773. O número total de alfabetizados em Balasore foi de 113.418, o que constituiu 78,6% da população com alfabetização masculina de 81,7% e alfabetização feminina de 75,3%. A taxa efetiva de alfabetização da população com mais de 7 anos de idade de Balasore foi de 87,5%, da qual a taxa de alfabetização masculina foi de 91,0% e a taxa de alfabetização feminina foi de 83,8%. A população de castas e tribos listadas era de 15 812 e 9 291, respectivamente. Balasore tinha 30 460 domicílios em 2011.

### Línguas
A língua oficial de Balasore é oriá, que também é a língua mais falada na cidade. É seguido por bengali, santali e hindi em ordem decrescente de número de falantes.